# Église Saint-Pierre de Royan
Pour les articles homonymes, voir Église Saint-Pierre.
L’église Saint-Pierre de Royan est le siège de l'une des cinq paroisses catholiques de la ville de Royan, dans le département de la Charente-Maritime. Fondée dès le XIe siècle, il s'agit du plus ancien monument de la ville. Elle est inscrite au titre des monuments historiques depuis 1928.

## Historique
Fondée au XIe siècle, l'église Saint-Pierre est le plus ancien monument de la ville. Le sanctuaire originel semble avoir été bien plus important que l'édifice actuel, et de nombreuses modifications ou destructions ont considérablement modifié son apparence au cours des siècles.
Dès le XIIIe siècle, l'abside romane a été remplacée par un chevet plat. Le bras sud du transept, bâti sur une crypte servant d'ossuaire, conserve une absidiole rectangulaire, et sert de base à un clocher carré de style roman, surhaussé en 1729 par l'ingénieur Barrelier de Bitry, afin de pouvoir servir d'amer. En revanche, le bras nord du transept a été considérablement modifié au XVIe siècle, pour former une chapelle voûtée d'ogives qui contraste avec le reste de l'édifice.
Durant les guerres de Religion, une grande partie de la nef a été abattue, de même qu'un cloître et une partie des bâtiments de l'ancien prieuré, qui se trouvaient accolés au mur nord de l'église. La nef actuelle ne forme désormais plus qu'une seule travée.

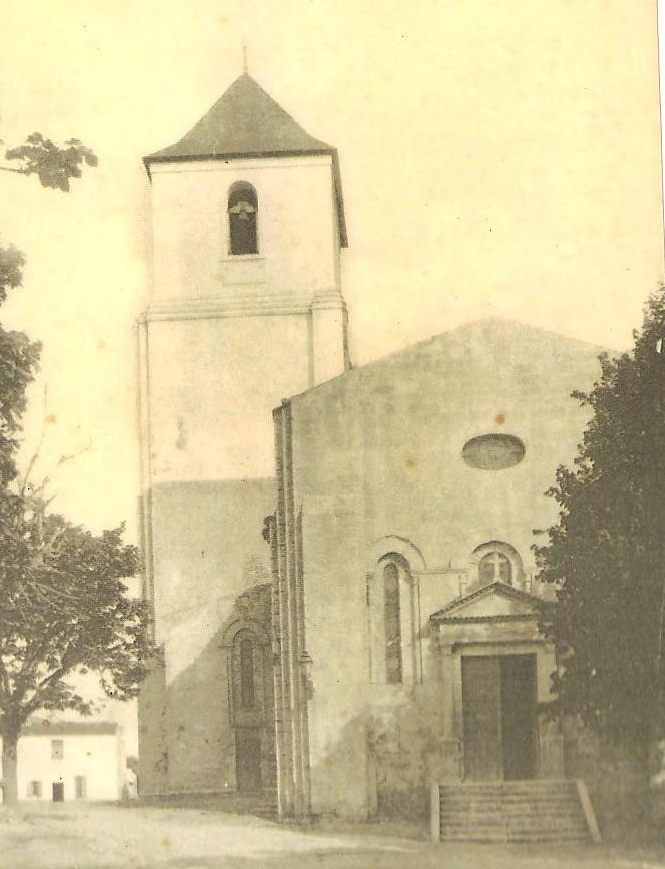
L'église Saint-Pierre en 1918. L'entrée se faisait alors par le chœur. Noter la toiture du clocher en ardoise.

Inscrit au titre des monuments historiques depuis 1928, le bâtiment est gravement endommagé par le bombardement de 1945, perdant alors une partie de ses voûtes, mais une campagne de restauration menée au moment de la reconstruction de la ville a permis de préserver l'essentiel de l'église. La façade, très sobre, date de cette époque. La couverture du clocher a été rétablie en tuiles canal en terre cuite et non dans l'état antérieur (ardoise).

## L'église dans la peinture
- Fernand Pinal, L'église Saint-Pierre de Royan (1930), peinture conservée au Musée de Royan.

## Galerie

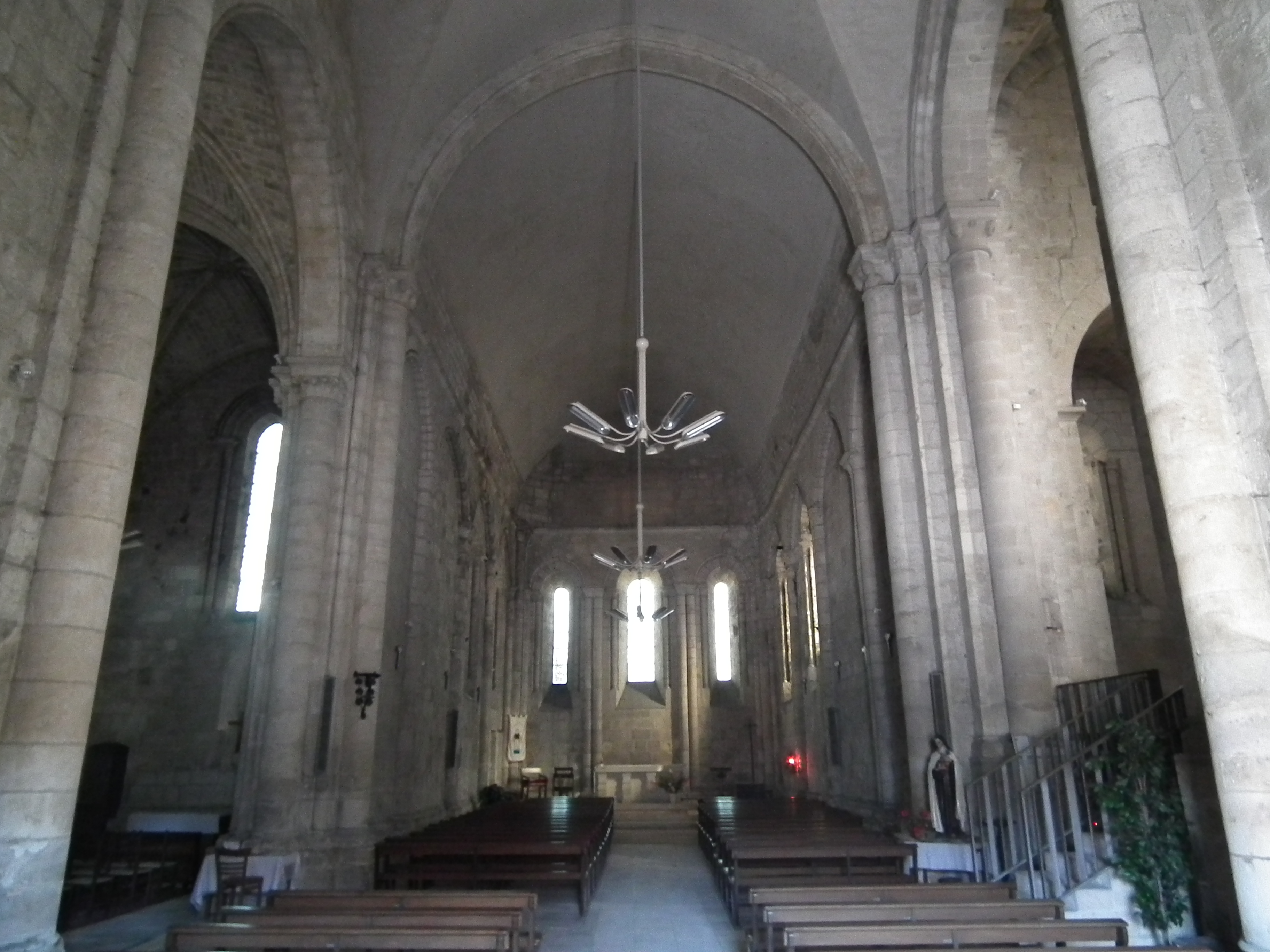
L'intérieur de l'église.
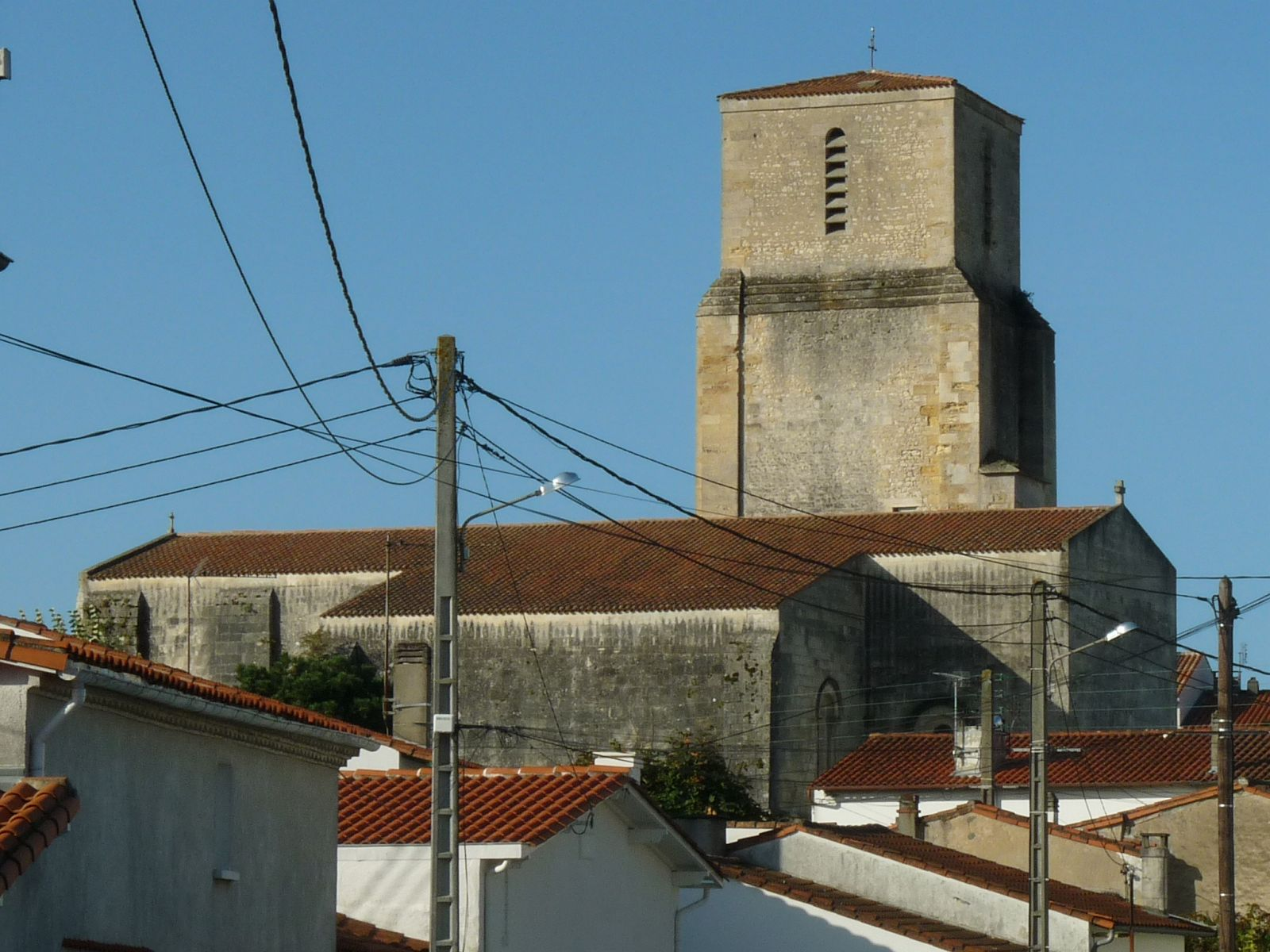
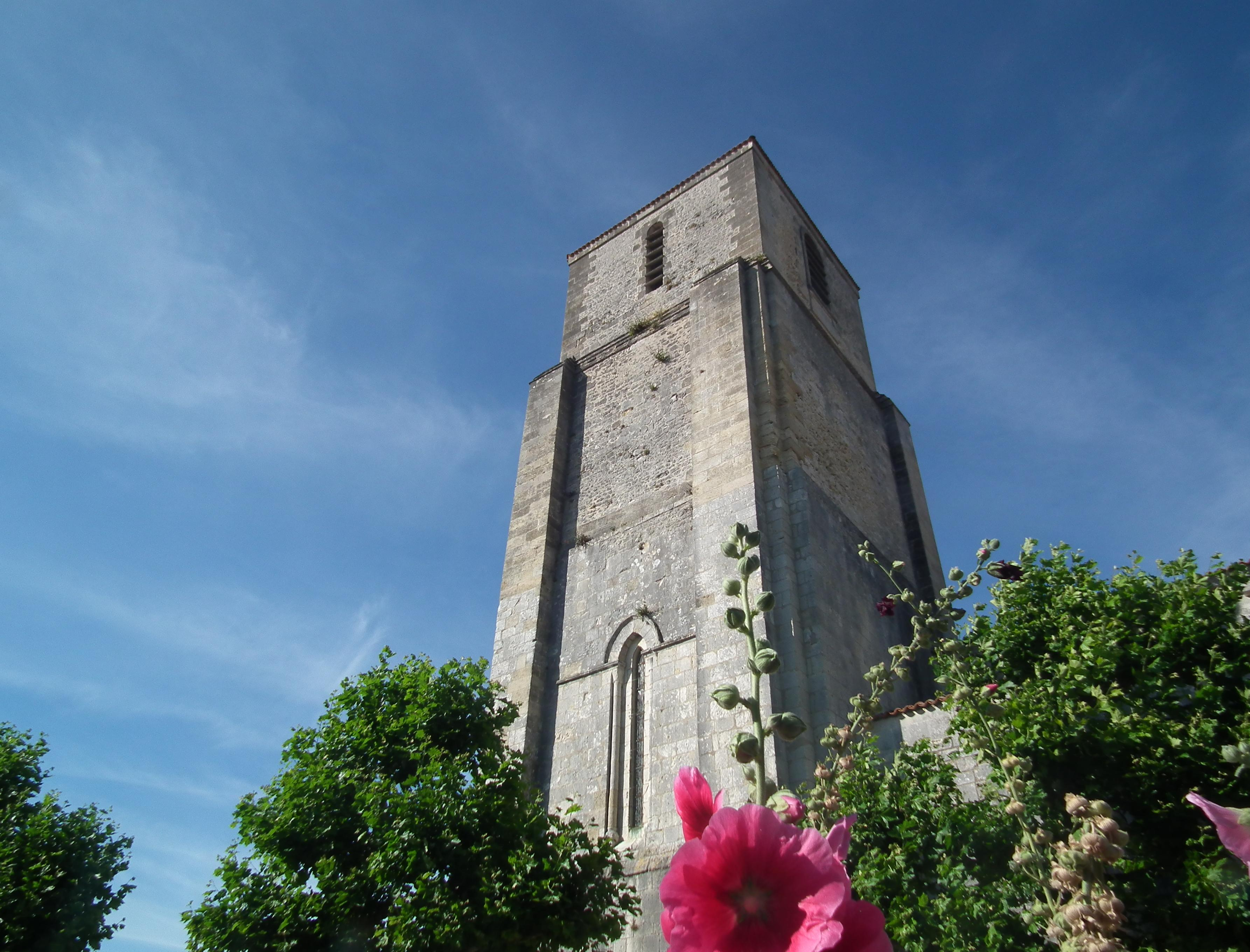
Le clocher de l'église.